# 미니소
미니소(중국어 간체자: 名创优品, 정체자: 名創優品, 병음: Míngchuàng Yōupǐn 밍촹유핀[*], 영어: MINISO, 일본어: メイソウ 메이소[*])는 화장품, 문구류, 장난감 및 주방용품을 포함한 가정 용품 및 소비재를 전문으로하는 중화인민공화국의 잡화 판매 기업이다. 일본 출신 디자이너인 미야케 쥰야와 중국 기업가인 예궈푸가 2011년에 공동 창립하여 처음에는 두 사람이 공동으로 지분을 소유하였으나, 현재는 중국 기업인 Aiyaya가 지분을 전부 인수하여 완전한 중국 기업으로 광저우시에 본사로 자리잡고 있다. 매출액은 2016년에 전년도의 7억 6,990만 달러에서 15억 달러로 증가했다.
미니소는 중국을 비롯하여, 아시아, 유럽, 호주, 아프리카 및 미주 지역에 1,800개의 매장을 운영하고 있다. 2015년에는 전세계에 6,000개의 매장을 새로 운영할 계획을 가지고 있다.

## 역사
미니소는 2011년에 일본의 디자이너인 미야케 쥰야와 중국의 사업가인 예궈푸가 합작으로 설립을 하여 시작되었다. 처음에는 중국 본토에서 시작하였으나, 중국 기업인데도 불구하고 일본 브랜드라는 점을 강조하여 일본 브랜드라는 이미지에 주력하여, 미니소는 중국 외 지역으로 확장하여 전 세계적으로 1,000개가 넘는 매장을 오픈하였다.
2017년 1월에는 다국적 기업으로서는 이례적으로 북한 시장에 진출을 하여 평양에 첫 매장을 문을 열겠다고 발표하였다. 이코노미스트에 따르면 평양에 미니소를 설립 시 주로 북한의 부유층만 이용할 수 있게 하고, 거래는 북한 원이 아닌 미국 달러, 중국 위안, 유로 외화만 받는다고 밝혔다. 그러나 2016년에 유엔에서 발표한 북한 관련 교역이 금지된 유엔 안보리 결의안 2321호이 위반되었다는 이유로 미니소 일본 지사가 구속 조치를 받았고, 중국 지사가 많은 비난을 받아왔다. 결국 북한의 미니소를 문을 연지 얼마 안돼 철수되어 매장 이름만 바뀐채 남아있다.

## 마케팅
미니소의 영문 이름인 'miniso'는 'mini'에서 유래된 것인데, 이 mini는 일본에서는 미니어쳐를 이용한 가게가 많다는 발상을 떠올리며 '일본 미니어쳐'의 이름을 본따 만든 것이다. 빨간색은 아시아 문화에서 상서로운 색으로 여겨지기 때문에 브랜드의 주된 색으로 선택되었다. 그러나 실제적으로는 일본에는 '미니마트'라는 것을 이용한 잡화점이 없다.
또한, 미니소의 마케팅 전략중 매장 미학, 브랜드 디자인, 재고 등이 마치 일본 유통업체인 무인양품, 다이소, 유니클로의 마케팅 전략과 비슷하게 보일려고 하고, 마치 회사는 중국회사이나, 브랜드는 일본산처럼 꾸며서 일본 브랜드를 악영향을 주는 것이 아니냐는 비판을 받아왔다. 특히, 미니소의 경영진이 인정한 바와 같이 바이두 번역기 기능을 이용하여 몇몇 미니소 상품의 라벨의 일본어를 스캔한 결과, 부정확한 일본어 라벨을 인쇄했다는 것이 밝혀져 마치 일본 브랜드의 질을 떨어뜨리려는 것이 아니냐는 비판이 더해진다.
그럼에도 불구하고 미니소는 여전히 큰 인지도를 자랑하여, 세계적인 자산 관리 회사인 얼라이언스번스틴도 "그것이 모방하고 있던 일본 형식에 의해 언급되지 않은 가격 포인트의 틈새를 채움으로써 그것의 시장 전략을 성공적"라고 평가했다.

## 출저
1. 1 2  “MINISO going places despite Muji copycat charge”. 《Hong Kong Economic Journal》. 2016년 6월 10일. 2017년 1월 3일에 확인함.
2. ↑  “Miniso stores set global retail record”. Inside Retail Singapore. 2016년 3월 30일. 2017년 1월 3일에 확인함.
3. ↑  “Stores around the world”. Miniso. 2015년 3월 9일에 원본 문서에서 보존된 문서. 2017년 1월 3일에 확인함.
4. ↑  Fang, Joy (2015년 12월 16일). “How Miniso wants to conquer the world one store at a time”. Today Online. 2017년 1월 3일에 확인함.
5. 1 2  Woo, Alyssa (2016년 1월 14일). “Miniso is Japanese, say founders”. Strait Times. 2017년 1월 3일에 확인함.
6. 1 2 3 4  “Emerging Market Game Changers: From Copycats To Top Dogs”. ValueWalk. 2016년 9월 16일. 2017년 1월 3일에 확인함.
7. ↑  Takahashi, Kosuke (2017년 6월 16일). “Miniso shop in Pyongyang could breach UNSC resolutions: Japanese expert”. NK News. 2017년 11월 8일에 확인함. (구독 필요).
8. ↑  O'Carrol, Chad (2017년 8월 21일). “Pyongyang’s “Miniso” store rebrands amid increased scrutiny”. 2017년 11월 8일에 확인함. (구독 필요).
9. ↑  平壌の元ミニソウが進化となり観光客もショッピングできるように. 《KoreaWorldTimes》 (일본어). 2019년 1월 1일. 2020년 9월 25일에 확인함.
10. ↑  なんでも揃う！ブルネイのコンビニ「ミニマート」をご紹介
11. ↑  “被指抄襲 名創優品：「首席設計師是日本人」” [Accused of plagiarism, Miniso responds that their head designer is Japanese] (중국어). HKET. 2015년 7월 6일. 2017년 1월 3일에 확인함.
12. ↑  “「山寨式」商法の勝利” (일본어). Nikkei. 2014년 5월 7일. 2018년 6월 24일에 원본 문서에서 보존된 문서. 2017년 1월 3일에 확인함.
13. ↑  “Is Miniso a Japan-based chain store?”. Macau Daily Times. 2016년 1월 26일. 2017년 1월 3일에 확인함.
14. ↑  Tomiyama, Atsushi (2016년 10월 17일). “Japanese disguise helps sell 'Made in China' in Vietnam”. Nikkei Asian Review. 2017년 1월 3일에 확인함.